# Hanns Benkert
Hanns Benkert (* 6. September 1899 in Würzburg; † 9. Mai 1948 in Berlin) war ein deutscher Ingenieur. Er war von 1943 bis 1945 Vorsitzender des Vereins Deutscher Ingenieure (VDI).

## Leben und Wirken
Nach dem Abschluss der Oberrealschule studierte Hanns Benkert Maschinenbau. Er begann seine berufliche Laufbahn als Konstrukteur bei der Firma Poege in Chemnitz. Bei Koch & Sterzel in Dresden war er zunächst Betriebsingenieur, stieg 1923 aber zum Oberingenieur und Prokuristen auf. 1925 wechselte er als Oberingenieur zur ebenfalls in Dresden ansässigen Siemens-Elektrowärme GmbH. 1931 wechselte er nach Berlin-Siemensstadt, wo er zunächst Leiter des Kleinbauwerkes wurde und danach auch die Leitung des Elektromotorenwerkes übernahm. Später wurde er Vorstandsmitglied der Siemens-Schuckertwerke.
Zusammen mit drei weiteren Männern zählte Benkert 1934 zu den ersten Personen, die mit dem Ehrenring des VDI ausgezeichnet wurden. Zum 1. Mai 1937 trat Benkert in die NSDAP ein (Mitgliedsnummer 3.934.005), 1940 erfolgte seine Ernennung zum Wehrwirtschaftsführer durch die Wehrmacht. Im Juli 1943 wurde Benkert zum Vorsitzenden des VDI gewählt, nachdem er in dieser Position nach dem Tod von Fritz Todt bereits über ein Jahr lang kommissarisch tätig war. Zuvor hatte er schon den Berliner Bezirksverein des VDI geleitet. Im September 1943 wurde Benkert Präsident des Deutschen Normenausschusses.
Ab 1940 setzte sich Benkert verstärkt für den Einsatz von NS-Zwangsarbeitern ein. In den Berliner Siemens-Werken wurden Jüdinnen und Juden im Geschlossenen Arbeitseinsatz, ausländische Arbeitskräfte und seit 1944 auch KZ-Häftlinge beschäftigt.
Nach dem Krieg musste sich Benkert einem Entnazifizierungsverfahren stellen, wurde aber nicht entlastet. Die zuständige Spruchkammer in Berlin-Spandau stellte unter anderem fest, dass Benkert persönlich an der Meldung einer jüdischen Zwangsarbeiterin an die Gestapo mitgewirkt hatte. In einem nach seinem Tod durch seine Witwe angestrengten Revisionsverfahren wurde er freigesprochen.
Benkert galt als ausgewiesener Fachmann für Rationalisierungsfragen.